# TOI-2109
TOI-2109とは、地球からヘルクレス座の方向にある10.2等級の恒星である。年周視差の測定によると、地球から870 ly (268 pc) 離れている。TOI-2109には、確認されている太陽系外惑星が1つ存在する。

## 特徴
| 太陽 | TOI-2109  |
| ---- | --------- |
| 太陽 | Exoplanet |

TOI-2109はF型主系列星で、太陽よりもやや大きく、温度が高く、明るい恒星であり、中心核で水素原子をヘリウム原子に核融合している。太陽の1.7倍の大きさで、これはシリウスAに匹敵する。質量は1.4倍、明るさは約5倍である。表面の有効温度は6,530 K (6,260 °C; 11,290 °F) で、太陽（5,772 K (5,499 °C; 9,930 °F) ）より10%高温である。年齢は不明で、10億年から25億年の範囲の間であるとされている。TOI-2109の自転周期は地球の自転周期とほぼ同じであるが、これは太陽の自転周期のわずか25分の1である。

## 惑星系

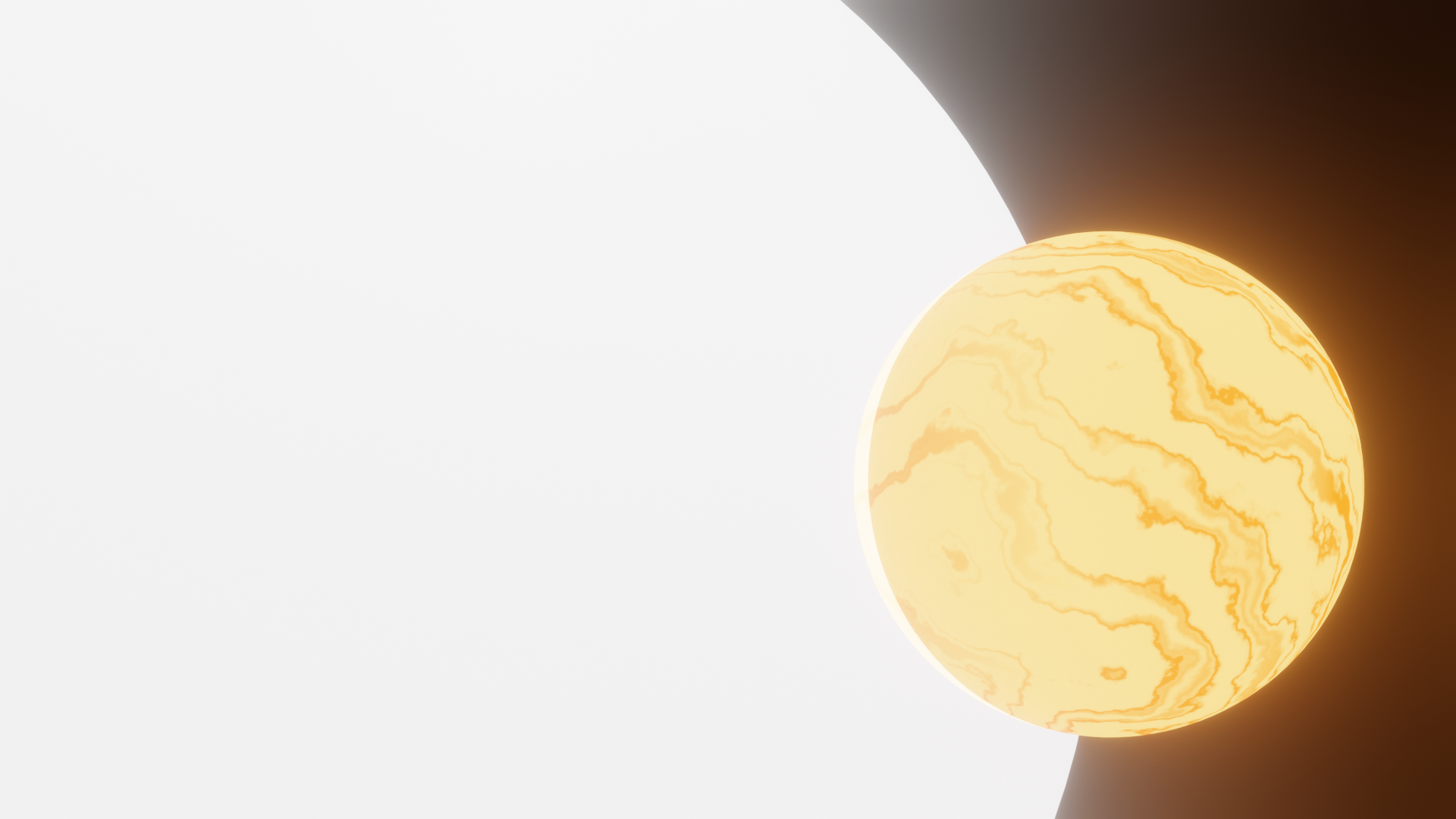
TOI-2109 bの想像図

TOI-2109は少なくとも1つの太陽系外惑星を持っていることが知られており、その惑星はTOI-2109 bと命名され、2021年にトランジット法によって発見された。
TOI-2109 bはホット・ジュピターであり、さらにホット・ジュピターの中でも特に短い公転周期を持っている。わずか0.67日 (16時間) で主星の周囲を1周し、主星からわずか0.01791天文単位 (2,679,000 km) しか離れていない。主星に非常に近いため、TOI-2109 bは強い放射線を浴びている。昼側の温度は3,630 K (3,360 °C; 6,070 °F) であるが、夜側はそれより約1,000 °C 低く、2,500 K (2,230 °C; 4,040 °F) 未満である。昼側の温度がTOI-2109 bより高温な惑星はかに座55番星eとKELT-9bのみである。TOI-2109 bは木星より約30%大きく、質量は5倍である。公転軸は主星の自転軸とほぼ一致している。
2024年、CHEOPSを使用して、低振幅のトランジットタイミング変化（TTV）が検出された。これは、未発見の惑星に起因している可能性がある。仮にそのような惑星が実際に存在している場合、公転周期は1.125日を超えているとされている。公転周期以外の情報は不明である。
| 名称 （恒星に近い順） | 質量         | 軌道長半径 （天文単位） | 公転周期 (日)  | 軌道離心率 | 軌道傾斜角  | 半径           |
| --------------------- | ------------ | ----------------------- | -------------- | ---------- | ----------- | -------------- |
| b                     | 5.02±0.75 MJ | 0.01791±0.00065         | 0.67247414(28) | 0          | 70.74±0.37° | 1.347±0.047 RJ |
| c (未確認)            | —            | —                       | >1.125         | —          | —           | —              |